# Trialogo (Cantautrici)
Trialogo (Cantautrici) è un album in studio nato dalla collaborazione delle cantautrici italiane Rossana Casale, Grazia Di Michele e Mariella Nava, pubblicato l'8 aprile 2022.
È stato prodotto dalle stesse cantautrici e arrangiato, registrato e missato da Phil De Laura al Telepe Studio di Glen Cove (New York) su etichetta Suoni dall'Italia.
L'album è stato registrato tra il 2020 e il 2022, anticipato dai singoli Segnali universali, Anime di vetro e Sotto un altro cielo.
L'album ha vinto il Premio Internazionale Evento Donna per la sezione musica, per aver dato vita con creatività e poetica ad una sorellanza musicale e universale, simbolo di amore; e il Premio Lunezia Elite per aver centrato la forza evocativa di una poetica che spazia tra il sociale e l'autoanalisi.
Il 5 agosto l'album è uscito anche in versione LP.
Il brano Io sono l'amore viene scelto per il film cortometraggio Dietro la porta di Walter Croce e vince il Premio Miglior Colonna Sonora alla XV edizione del Social Film Festival ArtTelesia di Benevento. 

## Tracce
Testi e musiche di Rossana Casale, Grazia Di Michele e Mariella Nava, tranne Tutti amano il sole (R. Casale, G. Di Michele, J. Di Michele, M. Nava), Per fortuna (M. Nava), La bella confusione (R. Casale) e L'amore è un pericolo (G. Di Michele)
1. Cantautrice
2. Segnali universali
3. Io sono l'amore
4. Tutti amano il sole
5. Anime di vetro
6. Per fortuna
7. La rotella anarchica
8. La bella confusione
9. Sotto un altro cielo
10. L'amore è un pericolo
11. Trialogo
12. Io sono l'amore (Lucio's Version) - bonus track (solo nella versione CD)

Note
- Il brano Per fortuna, inciso da Mariella Nava nel 2012, è cantato da Rossana Casale.
- Il brano La bella confusione, inciso da Rossana Casale nel 2006, è cantato da Grazia Di Michele.
- Il brano L'amore è un pericolo, inciso nel 1988 da Grazia Di Michele, è cantato da Mariella Nava.
- Nel brano Trialogo l'introduzione e la conclusione sono recitate da Stefano De Sando.

## Formazione
- Rossana Casale: voce, cori
- Grazia Di Michele: voce, cori
- Mariella Nava: voce, cori, pianoforte, tastiere
- Phil De Laura: chitarra classica, chitarra acustica, percussioni, basso, pianoforte, violoncello
- Emiliano Begni: pianoforte, tastiere
- Francesco Consaga: sax soprano, flauto
- Ermanno Dodaro: contrabbasso
- Fabiano Lelli: chitarra classica
- Andy Bartolucci: batteria,
- Andrea Pistilli: chitarra acustica, chitarra classica
- Giovanni Imparato: percussioni
- Francesca Cassio: cori